# Questions diplomatiques et coloniales
Questions diplomatiques et coloniales est une revue bimensuelle créée en France en 1897, sur la thématique du colonialisme. Elle cesse de paraitre en 1914.

## Histoire
La revue est créée en mars 1897 par le député Pierre Deluns-Montaud avec l'appui de l'imprimeur Ferdinand Levé (1835-1907). Elle est alors très républicaine.
Deluns-Montaud est rapidement remplacé par un groupe restreint, composé d'Henri Froidevaux, de Raoul de Thomasson, de son beau-frère Robert de Caix et d'Henri Pensa, tous ayant été influencés à divers degrés par Auguste Terrier.
Le revue cesse sa publication en août 1914 après 419 numéro.

## Directeurs de publication
- Henri Pensa (1897-1900)[1]
- Raoul de Thomasson (1911-1914)[1]